# Vsevolod Nestajko
Vsevolod Nestajko (ukrainska: Всеволод Зіновійович Нестайко), född 30 januari 1930 i Berdytjiv i dåvarande Ukrainska SSR, Sovjetunionen död 16 augusti 2014 i Kiev, Ukraina, var en ukrainsk författare av modern barnlitteratur. I Ukraina anses han vara landets mest välkända och omtyckta ukrainska barnboksförfattare.